# Boungouéni
Boungoueni est une ville de l'union des Comores, situé sur l'île de Anjouan. En 2010, sa population est estimée à 2 775 habitants.